# 糠沢和夫
糠沢 和夫（ぬかざわ かずお、1936年11月20日 - 2020年9月28日）は、日本の経済人、外交官。むつ小川原開発社長、経団連専務理事を経て、経団連出身者として初の特命全権大使や、民間人初の外務省大臣官房文化交流部長を務めた。初代本宮市名誉市民、タイ王国功労賞受賞、ハンガリー共和国功労中十字型章受章。外務大臣表彰。

## 人物
福島県安達郡本宮町（のち本宮市）中條で実業家・糠沢仙吉の七男として生まれる。母のユウは、元棚倉町町長・宗田利助の六女。祖父の糠沢仙助は元本宮銀行頭取。
本宮町立本宮小学校、本宮町立本宮中学校、福島県立安積高等学校を経て、1959年一橋大学経済学部卒業。同年、経済団体連合会事務局入局。1963年から国際連合給費留学生としてヨーロッパに留学し、競争政策を学ぶ。1968年から1971年までアメリカ合衆国ワシントンD.C.の日米貿易協議会に出向。
1978年ロックフェラー財団ニューヨーク本部研究員、1982年経済団体連合会理財部長、1985年経済団体連合会国際経済部長、1988年経済団体連合会常務理事（国際担当）、1995年むつ小川原開発株式会社社長、1997年経済団体連合会専務理事。
1984年には、小和田恆からの紹介で、当時ハーヴァード大学に留学中だった皇太子徳仁親王妃雅子に石油ショックについての説明をした。1985年に提出された雅子の卒業論文の前文には糠沢への謝辞が記載されている。
1998年3月に国際政治学者の猪口邦子（上智大学教授）とともに、ハンガリー共和国、ポーランド、スロヴェニアに訪れる。
1998年5月から2001年3月まで、経団連出身者として初の特命全権大使を務めた（在ハンガリー共和国）。2001年城西国際大学人文学部国際交流学科教授就任。
2002年、外務省改革を進めていた川口順子（外務大臣）に任じられ、民間人初の外務省大臣官房文化交流部長に就任。2003年外務省退官。
朝河貫一博士顕彰協会代表理事等も務めた。タイ王国功労賞受賞、ハンガリー共和国功労中十字章受章。2008年には初代本宮市名誉市民の称号を受けた。
2015年、佐藤紀子、ラスコー・クリスティナ、ヴィハル・ユディットらを編者とする、収録項目3万9845、熟語2万4001、慣用句1万6895、諺431、用例4万9894などから成る本格的な日洪辞書『日本語・ハンガリー語大辞典』（Japán-magyar nagyszótár、ISBN 9789631223514）がハンガリーで発売されたが、同辞書を編纂、出版するための編集委員会を2001年に立ち上げたのは当時ハンガリーで駐日大使を務めていた糠沢であり、約15年もの歳月を経てプロジェクトが結実した。翌2016年7月13日、日本国外務省は糠沢の立ち上げた日本語・ハンガリー語大辞典編集委員会を讃えて、平成28年度外務大臣表彰を授与することを発表した。

## 訳書
- チュテ・エルシュ著『1956 Budapest』 （都市出版、2000年3月） - ISBN 4924831913
  - 原著: Csete Örs "1956 Budapest: arcok és sorsok", Magyar Napló Kiadó, 1999 - ISBN 9630384655